# César for bedste dokumentarfilm
César for bedste dokumentarfilm blev første gang uddelt 1995. Efter en pause blev prisen atter uddelt fra 2007 og er blevet det lige siden.
| År   | Film                            | Instruktør(er)                  |
| ---- | ------------------------------- | ------------------------------- |
| 2012 | Tous au Larzac                  | Christian Rouaud                |
| 2011 | Océans                          | Jacques Cluzaud, Jacques Perrin |
| 2010 | L'Enfer d'Henri-Georges Clouzot | Serge Bromberg, Ruxandra Medrea |
| 2009 | Les plages d'Agnès              | Agnès Varda                     |
| 2008 | L'Avocat de la terreur          | Barbet Schroeder                |
| 2007 | Dans la peau de Jacques Chirac  | Michel Royer, Karl Zéro         |
| 1995 | Délits flagrants                | Raymond Depardon                |